# Anoplolepis tumidula
Anoplolepis tumidula är en myrart som först beskrevs av Carlo Emery 1915.  Anoplolepis tumidula ingår i släktet Anoplolepis och familjen myror. Inga underarter finns listade i Catalogue of Life.